# Izvoarele (Giurgiu)
Izvoarele é uma comuna romena localizada no distrito de Giurgiu, na região de Muntênia. A comuna possui uma área de 140.09 km² e sua população era de 4103 habitantes segundo o censo de 2007.